# Кірша

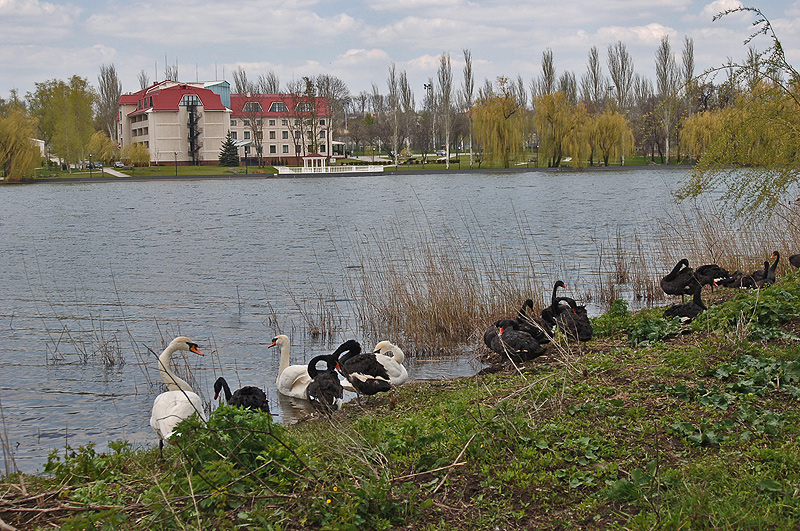
Вид на базу «Кірша»

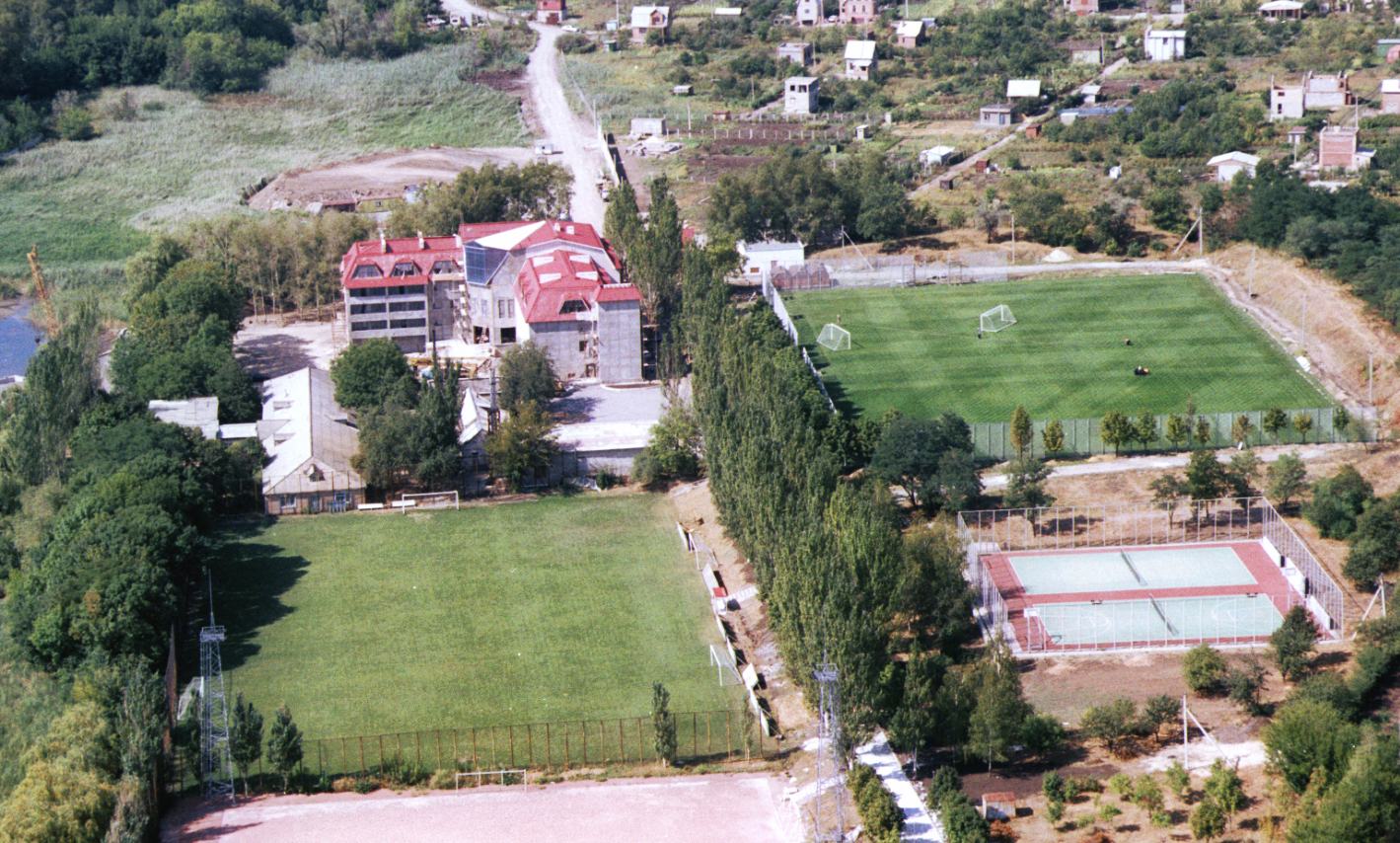
Поля бази (фото 1998 року)

Спортивно-тренувальна база «Кірша» — тренувальна база футбольного клубу «Шахтар».
- Загальна площа території — понад 43 га
- Кількість полів — 9 (8 — з натуральним покриттям, 1 — зі штучним покриттям).
- Усі поля мають штучне освітлення. Три поля обладнані електропідігріванням.
- Став — 11,7 га

Наприкінці 1999 року для основного складу команди «Шахтар» відкрито новий сучасний спортивно-тренувальний комплекс, розташований на місці старої бази в селищі Кірша, що було засновано в 1953 році. Ця споруда не має аналогів у Європі, до того ж її зведено в рекордно короткі строки.
29 грудня 2001 року команди «Шахтар-дубль» і «Шахтар-3» одержали в користування нову спортивно-тренувальну базу. Розташована поруч із корпусом головної команди, вона стала складником єдиного спортивно-тренувального комплексу футбольного клубу «Шахтар». Новий спортивно-тренувальний корпус практично ні в чому не поступається базі першої команди. Загальна площа корпусу команд «Шахтар-Дубль» і «Шахтар-3» становить близько 2300 м². У ньому розташовані затишні, комфортабельні одно- і двомісні житлові номери, кабінети лікарів, зал теоретичних занять, вітальня, обідній зал, їдальня, тренажерний зал, а також оснащений найсучаснішою апаратурою медичний блок, де здійснюється контроль за функціональним станом футболістів.
Медичний блок включає в себе:
- фізіотерапевтичний комплекс;
- процедурні кабінети;
- відновлювальний комплекс із сауною й басейном.

Ведеться будівництво нового спального корпусу Департаменту дитячо-юнацького футболу на 30 номерів загальною площею 3757 м². У корпусі будуть розміщені басейн, сауна, тренажерний зал, сектор медичного обслуговування, зал теоретичних занять, комп'ютерний клас, більярд, настільний теніс, кінозал.
У червні-липні 2008 року на території СТБ «Кірша» планується почати будівництво спортивно-реабілітаційного центру загальною площею 10668 м².
У корпусі заплановано розміщення басейну довжиною 25 м, зони SPA, медичного комплексу з найсучаснішим обладнанням, розминкового футбольного поля зі штучним покриттям, тренажерного залу площею 580 м², залу теоретичних занять, комп'ютерного залу, більярда, настільного тенісу, кінозалу, зимового саду, конференц-залу, коминкового залу.